# Phlogophora emphanes
Phlogophora emphanes là một loài bướm đêm trong họ Noctuidae.